# Dérobée

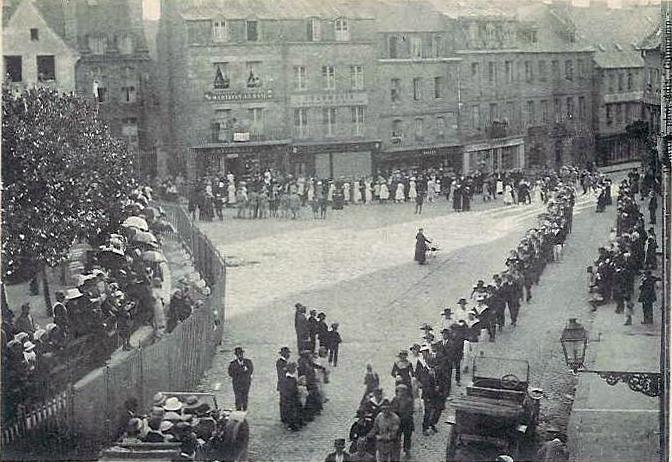
Arrivée à Guingamp de la dérobée, début du XXe siècle

La Dérobée est une danse bretonne originaire d'Italie et importée par les armées de Napoléon selon une étude de Jean-Michel Guilcher. Cette danse se pratique en couple, qui forment un cortège. La Dérobée de Guingamp est une variante qui a marqué la fête de la Saint-Loup à Guingamp. Délaissée des festou-noz aujourd’hui, excepté pour la Saint-Loup, elle est pourtant une danse très populaire dans toute la région tout au long du XIXe siècle. 

## Historique
Certaines parties proviennent d'Italie du Nord, importées par les grognards de Napoléon sous le nom de Montfarine (danse de la farine) avec d'autres contredanses anglaises dansées dans les salons au XIXe siècle. La figure des "ailes du papillon" qui permettait à des danseurs de s'intercaler dans la file et donc de dérober une cavalière en décalant les couples, l'a fait définitivement nommer "dérobée" en Bretagne. La dérobée dite de Guingamp est une suite chorégraphiée par les cercles celtiques à partir de la version populaire de différents secteurs. 
Les airs de « dérobée » sont nombreux. M. Thielemans en a harmonisés sous le titre Les Dérobées, J.-L. Boivin également.

## Pratique
La dérobée telle qu'elle se pratique actuellement adopte un style plutôt guindé. Les balades sont assez enlevées, le pas étant sautillé, le pas dit "des écoliers". Les danseurs en couples se tiennent main droite dans main droite, main gauche dans main gauche (formant un X au milieu).
L'une des variantes se décompose en deux mouvements : une promenade de 16 temps et quatre figures, chacune de 16 temps et alternant avec 16 pas de promenade.
- Tour couplet : quadrille
- Demi-tour : même figure, mais au 8e temps, les danseurs se lâchent la main droite, se retournent vivement, se reprennent les mains gauches et évoluent pendant les 8 derniers temps en sens inverse
- Saluts : sur deux lignes, vis-à-vis, cavaliers d'un côté, cavalières de l'autre.
- Demi-cercle : les danseurs se séparant forment un demi-cercle vers l'extérieur et marchent les uns derrière les autres.